# Энен-Льетар д’Альзас, Филипп-Луи де
Филипп-Луи де Энен-Льетар д'Альзас (фр. Philippe-Louis de Hénin-Liétard d'Alsace; 8 октября 1646 — 25 марта 1688), князь де Шиме и Священной Римской империи, граф де Буссю — военный и государственный деятель Испанских Нидерландов.

## Биография
Сын Эжена де Энен-Льетара, графа де Буссю, и Анны-Изабеллы-Каролины де Крой-Шиме д'Аренберг.
Граф де Бомон, маркиз де Ла-Вер и Флиссинген, барон де Лидкерке и Андерлёв, виконт де Ломбек, сеньор де Бёври, Сайи, Бурс, Аск, Фосс, Бложи, Эк, Сомбек, Ла-Франшиз, Эйгендонк, и прочее.
Первым в роду принял имя «Эльзасский» (d'Alsace), как свидетельство происхождения семьи Энен-Льетаров от графа Фландрии Тьерри Эльзасского.
Комиссионом от 15 января 1657 получил под командование отцовский ордонансовый отряд из сорока тяжеловооруженных всадников и восьмидесяти стрелков.
В марте 1657 году войска Хуана Австрийского освободили от французов замок Буссю, захваченный Тюренном в кампанию 1655 года. Там разместилась главная квартира армии штатгальтера и принца Конде, действовавшей против Сен-Гилена, сдавшегося 21 марта.
Во время Голландской войны замок был занят французами без сопротивления, после того, как войска  10 декабря 1677 взяли Сен-Гилен. Возвращенный по условиям Нимвегенского мира, Буссю был сильно разрушен, и лежал в руинах до реставрации в 1810 году.
В 1686 году Филипп-Луи унаследовал от своего бездетного двоюродного брата Эрнеста-Александра-Доминика д'Аренберга все владения ветви князей де Шиме дома Аренбергов: графство де Бомон, княжество Шиме и баронии Коммин и Альвен. Наследование было осуществлено при условии проверки. Начиная с 1635 года главы дома де Шиме несли значительные расходы, и долги постепенно накапливались, в результате чего основная часть владений была секвестрирована и находилась под управлением совета Эно. Фактически новый князь получил лишь титул, а вопрос с владениями был решен при его сыне.
В 1687 году Филипп-Луи де Энен-Льетар был пожалован Карлом II в рыцари ордена Золотого руна.

## Семья
Жена (1673): Анна Луиза Филиппина Веррейкен (ум. 22.04.1729, Мехелен), баронесса ван Импден, дочь Карла Веррейкена, барона ван Импден, и Маргареты фон Шонховен
Дети:
- Маргарита-Тереза де Энен-Льетар д'Альзас (ум. 1693). Муж (1691): Доменико де Аквавива, граф ди Конверсано
- Шарль-Луи-Антуан де Энен-Льетар д'Альзас (22.08.1675—3.02.1740), князь де Шиме. Жена 1) (6.04.1699): Диана-Габриель Манчини-Мазарини (ум. 1716), дочь Филиппа-Жюля Манчини-Мазарини, герцога Неверского, и Дианы-Габриели Дама де Тианж; 2 (1722): Анна-Шарлотта де Рувруа де Сен-Симон (1696—1763), дочь герцога Луи де Сен-Симона и Женевьевы-Франсуазы де Дюрфор де Лорж
- Анна-Эрнестина де Энен-Льетар д'Альзас (ум. 17.03.1754), дама ордена Звездного креста. Муж: маркиз Франсиско де Лос-Риос
- Тома-Филипп де Энен-Льетар д'Альзас (12.11.1679—05.01.1759), архиепископ Мехелена и кардинал
- Александр-Габриель-Жозеф де Энен-Льетар д'Альзас (1681—1745), князь де Шиме. Жена (1725): Габриель-Франсуаза де Бово-Кран (1708—1758), дочь принца Рене-Марка де Бово-Крана, и графини Маргариты де Линьивиль